# Mauricio Copete
Mauricio Andrés Copete (Obando, Colombia, 29 de octubre de 1983) es un futbolista colombiano nacionalizado hondureño. Juega de delantero.
Considerado una leyenda en el CD Victoria.

## Trayectoria
Nacido en Colombia, Mauricio comenzó su carrera en el fútbol Peruano con el FBC Melgar en Colombia jugó para el Atlético Huila, Envigado FC, Unión Magdalena, América de Cali, Bogotá FC y Depor de Agua Blanca donde pasaría en 2008 a la ligaHondureña jugando para el CD Victoria, en donde jugó hasta el año 2010. En ese año se marchó al CD Olimpia. En 2011 se fue al CD Motagua. Ese año regresó al CD Victoria, equipo del cual es el máximo goleador de la historia.
En principios del año 2013 fue contratado por el CSD Xelajú MC de Guatemala para reforzarlo de cara al Torneo Clausura 2012-2013.
En mitad de 2013, regresó a su Colombia natal para formar parte del Llaneros FC, en donde juega actualmente desde su regreso de Guatemala.

## Nacionalidad
A pesar de ser colombiano, desarrolló toda su carrera en Honduras y está nacionalizado hondureño.

## Clubes
| Club               | País       | Año       | Goles' |
| ------------------ | ---------- | --------- | ------ |
| FBC Melgar         | Perú       | 2001      | 1      |
| Atlético Huila     | Colombia   | 2002      | 0      |
| Envigado FC        | Colombia   | 2003      | 0      |
| Unión Magdalena    | Colombia   | 2005      | 2      |
| América de Cali    | Colombia   | 2005      | 0      |
| Bogotá FC          | Colombia   | 2006      | 1      |
| Santos de Guápiles | Costa Rica | 2006      | 0      |
| Depor Aguablanca   | Colombia   | 2007      | 0      |
| CD Victoria        | Honduras   | 2008-2010 | 28     |
| Olimpia            | Honduras   | 2010      | 5      |
| Motagua            | Honduras   | 2011      | 1      |
| CD Victoria        | Honduras   | 2011-2012 | 19     |
| Xelajú MC          | Guatemala  | 2013      | 1      |
| Parrillas One      | Honduras   | 2015      | 5      |